# 1319年
| 千纪： | 2千纪 |
| 世纪： | 13世纪 \| 14世纪 \| 15世纪                                                                                 |
| 年代： | 1280年代 \| 1290年代 \| 1300年代 \| 1310年代 \| 1320年代 \| 1330年代 \| 1340年代                           |
| 年份： | 1314年 \| 1315年 \| 1316年 \| 1317年 \| 1318年 \| 1319年 \| 1320年 \| 1321年 \| 1322年 \| 1323年 \| 1324年 |
| 纪年： | 己未年（羊年）；元延祐六年；越南大慶六年；日本文保三年，元應元年                                           |

## 大事记
- 察合台汗也先不花死後，弟弟怯別復位。

## 出生
- 4月16日︰約翰二世，法國瓦盧瓦王朝國王。（1364年逝世，45岁）

## 逝世
- 也先不花，第十三代察合台汗，篤哇之子，禿忽魯帖木兒之父。